# Isolamento acustico normalizzato di facciata
L'isolamento acustico normalizzato di facciata D2m,nT esprime l'isolamento delle chiusure esterne di un edificio. Per facciata, infatti, si intende la totalità della superficie esterna di un ambiente (UNI EN ISO 12354-3). L'isolamento acustico di una facciata dipende dalle proprietà acustiche dei vari elementi che la compongono (finestre, porte, pareti, coperture, sistemi di aerazione, …) anche se, il risultato finale sarà influenzato dalle prestazioni degli elementi più deboli.
Il valore D2m,nT può essere determinato, in fase di progetto, mediante metodi di calcolo previsionale (UNI EN ISO 12354-3) e, in fase di collaudo, mediante metodi di misurazione in opera.